# Зеленодольськ (Росія)
Зеленодо́льськ (рос. Зеленодо́льск, тат. Zelenodol, Зеленодо́л, також Яше́л Үзә́н) — місто (з 1932) в Російській Федерації, адміністративний центр Зеленодольського району з 1958 р. Республіки Татарстан. Населення 99,1 тис. осіб (2008—2009). Місто розташоване на лівому березі Волги, за 38 км від Казані.
| Росія | Це незавершена стаття з географії Росії. Ви можете допомогти проєкту, виправивши або дописавши її. |